# Alphawezen
Alphawezen és un duo alemany de música electrònica format l'any 1998. Els seus components són Asu Yalcindag (vocals, lletres) i Ernst Wawra (música).
Inicialment, Alphawezen era un projecte instrumental, però amb el primer àlbum oficial „L'après-midi d'un Microphone“ (2001, Mole Listening Pearls) i amb la cooperació del cantant Asu, es va convertir en música pop-ambient electrònica.
A la pel·lícula d'Anne Fontaines „Nathalie...“ amb Emmanuelle Béart i Gérard Depardieu (2003), la cançó „Gai Soleil“ apareix a una escena d'un club.
A l'octubre de 2007, el tercer àlbum „Comme Vous Voulez“ se va llançar amb Mole Listening Pearls. Al novembre de 2009, el doble CD „Snow/Glow“ va ser llançat incloent remixs de Nightmares on Wax i de The Timewriter.

## Discografia
- Snow/Glow (2009 / 2xCD)
- Gun Song/ Days Remixes (2009 / 12" Vinyl)
- I Like You (2008 / download)
- Comme Vous Voulez (2007 / CD Album)
- En Passant (2004 / CD Album)
- Speed Of Light (2004 / download)
- Welcome To Machinarchy (2004 / 12" Vinyl Maxi)
- The Bruxelles EP (2004 / download)
- L'après-midi d'un Microphone (2001 / CD Album)
- Into The Stars (2001 / 12" Vinyl Maxi)
- Gai Soleil (2000 / 12" Vinyl Maxi)

## Vídeos
- 2008 Days
- 2007 Speed of Light
- 2002 Electricity Drive
- 2001 Into the Stars
- 2000 Frost
- 1999 Gai Soleil